# 鈴木喜三郎

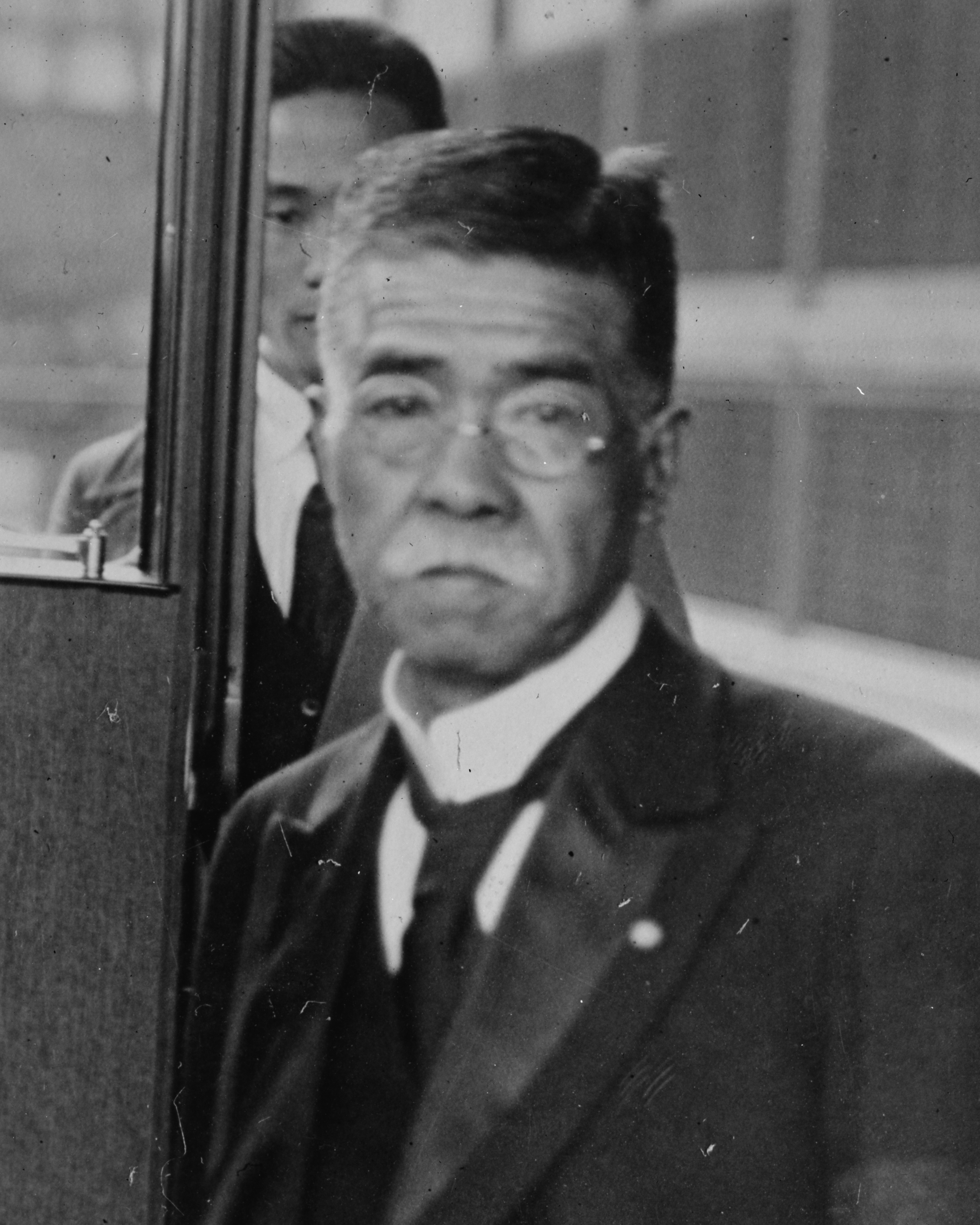
鈴木喜三郎

鈴木 喜三郎（すずき きさぶろう、慶応3年10月11日〈1867年11月6日〉- 昭和15年〈1940年〉6月24日）は、日本の司法官僚、政治家。立憲政友会第7代総裁。旧姓は川島。鳩山和夫の長女カヅと結婚し、鳩山一郎は義弟にあたる。司法官僚から、貴族院議員、清浦奎吾内閣の司法大臣、田中義一内閣の内務大臣を歴任し、衆議院議員から再度貴族院議員となった。犬養毅暗殺後の立憲政友会第7代総裁（在任、昭和7 - 昭和12、1932年 - 1937年）を務めた。位階勲等は従二位勲一等。

## 生涯
慶応3年10月11日（1867年11月6日）、武蔵国橘樹郡大師河原村（後の神奈川県川崎市）の川島富右衛門の三男に生まれる。大師本町天台宗明長寺の12世鈴木慈孝の養子となる。明治15年（1882年）7月、東京外国語学校仏語学科入学。明治20年（1887年）4月、第一高等中学校入学、明治21年（1888年）7月、同卒。明治24年（1891年）、帝国大学法科大学（後の東京大学法学部）の仏法科を首席で卒業、司法省に入省する。入省後に司法官試補から、明治26年（1893年）に判事となり東京地方裁判所判事、東京控訴院判事となり、（鳩山一郎の姉）カヅと結婚、明治40年（1907年）から41年までヨーロッパ諸国を視察して司法制度・裁判事務取扱を調査した。帰国後は大審院判事を歴任する。東京地裁などの地方裁判所長を経て、検事に転じ辣腕家として知られ、「腕の喜三郎」の異名を取った。司法省刑事局長、大審院検事、司法省法務局長を歴任し、大正3年（1914年）、司法次官に就任し、7年半の間その地位にあった。
鈴木は平沼騏一郎の下で司法官僚として重用され、政友会の松田正久と協力関係を構築して司法部改革を実施した。原内閣成立時に司法大臣就任を平沼が辞退し、代わって鈴木の入閣が検討されたが、鈴木は「兄貴分である平沼が大臣にならぬ間は、決して大臣にならぬと頑張つ」たため、結局は原敬首相の兼任となった経緯がある。大正9年（1920年）6月2日に原は鈴木を貴族院勅選議員とし、平沼を大審院長、大正10年（1921年）に鈴木を検事総長に登用するなど後援を行った。第2次山本内閣の司法大臣に平沼が入閣すると、大正13年（1924年）に次の清浦内閣では司法大臣には鈴木が入閣した。
このような人脈は平沼騏一郎－鈴木－小山松吉－塩野季彦に連なる「思想検察」の基礎を形成した。また、平沼の創設した国本社にも名を連ねてその運動を助けた。清浦内閣が護憲運動によって倒されると、立憲政友会に接近し、大正15年（1926年）に入党した。昭和2年（1927年）、田中義一内閣が成立すると内務大臣として入閣した。
内相としてまず着手したのは、全府県に特別高等課を設置、治安維持法の改定を実施。昭和3年（1928年）、警保局長・山岡萬之助、警保局保安課長・南波杢三郎ラインで、日本共産党の一斉検挙、すなわち三・一五事件の指揮を執った。また、もう1つには内務大臣の職権を利用して内務省や府県知事の人事を大幅に刷新して政友会を支持する内務官僚を抜擢し、対立する立憲民政党に近い次官や知事を休職あるいは退官させた。一例として、内務次官人事も川崎卓吉から安河内麻吉に交代した。
これは「党弊」と呼ばれて内務官僚だけではなく、地方政界や世論からも非難を浴び、やがて内務省に政党政治を否認する革新官僚を台頭させる原因となった。
大正14年（1925年）に公布された普通選挙法に基づく最初の総選挙となった第16回衆議院議員総選挙では、大々的な選挙干渉を行い、野党の立憲民政党側の猛反発と同党選挙革正委員会及び伊沢多喜男の呼びかけによる貴族院を中心とする選挙監視委員会による対抗を招き、選挙後、責任を問われ内相辞任を余儀なくされた。
その後、政友会党内で義弟に当たる鳩山一郎の支援を得て実力者となり、昭和6年（1931年）、犬養内閣の司法大臣・内務大臣として入閣した。12年近く務めた貴族院議員を辞職し、昭和7年（1932年）2月に実施された第18回衆議院議員総選挙に神奈川県第一区より出馬し、初当選した。5月に五・一五事件により犬養首相が暗殺されると、政友会の後継総裁に選出される。総理在任中の死亡後継には、原内閣後の高橋是清、加藤高明内閣後の若槻禮次郎、濱口内閣後の若槻礼次郎の例もあり、憲政の常道からすれば政権党の後継党首である政友会総裁として後継内閣の首班に奏薦されるところだったが、英米との協調外交と憲法遵守の精神を首班の大原則としていた元老・西園寺公望は鈴木にはこの2点で難があると判断、この際は中間内閣やむなしとの判断に至り、親英米派として知られ朝鮮総督を2期つとめて行政能力が証明済みだった退役海軍大将の斎藤実に大命降下となった。このため、政友会は斎藤内閣と続く岡田内閣において野党路線を取り続けた。斎藤内閣では党内の意向に配慮して自らは入閣しない形で閣僚を送ったものの、この間に帝人事件が起きて政友会幹部が多数逮捕されるが、これは鈴木が尊敬していた平沼騏一郎が、首相の地位を目指して障害となる政友会（結果的に総裁の鈴木）を追い落とすために仕組んだといわれる陰謀だった。その後岡田内閣でも入閣した高橋是清元総裁を「別離」、有力政治家3名を「除名」処分にしたことから党内に亀裂が生じた。昭和10年（1935年）に天皇機関説問題が起きると国体明徴声明をめぐって岡田内閣を攻撃したが、この頃から鈴木は健康を損ね、病気の悪化が党内の亀裂に拍車をかけた。
昭和11年（1936年）2月20日の第19回衆議院議員総選挙で衆議院に再び出馬したが、政友会総裁でありながら落選し指導力を失い、総裁は居ながらも党は集団指導体制へ移行していった。党内からは総裁辞任の声が高まるが、鳩山一郎は鈴木の貴族院議員への再任工作を行い、その結果鈴木は昭和11年（1936年）には貴族院勅選議員に勅任された身であるとして鈴木の総裁続投を実現させ、鳩山は党内での親鳩山勢力を伸張させた。昭和12年（1937年）、鈴木は任期限りでの退任を表明し、党は総裁代行委員4名による集団指導体制へ再び移行することになる。そして来る昭和14年（1939年）5月に任期満了で総裁を退任。後継総裁を巡って政友会は事実上分裂し、これが政友会の解党と大政翼賛会の結成という流れの伏線となった。大政翼賛会発足直前の昭和15年（1940年）6月24日、死去。享年74。墓所は谷中霊園。

## ゆかりの地
神奈川県伊勢原市にある国の登録有形文化財「雨岳文庫 山口家住宅」の外庭には、小田原市にあった鈴木喜三郎別荘の離れが移築され、現存している。
また長野県軽井沢町では、鈴木総裁を中心として、離山麓三万三千坪を貿易商野沢源次郎から買収し、主に政友会メンバーの松野鶴平、砂田重政、前田米蔵、内田信也、山岡万之助、芳沢謙吉、伍堂卓雄、宮田光雄、箸本太吉、島田俊雄、肥田琢司らと別荘三〇余戸を建てた。鈴木はこの地を「山の地底からしみ出た水が泉となり、その泉が溢れて清流となって流れる辺り」であることから「泉の里」と名づけ、碑を建てた。この土地の名称は現在でも使用されている。なお当時土地の者からは「政友村」「政治村」とも呼ばれていた。これらの別荘群は現存していないが、喜三郎の孫である鈴木昭郎は2021年現在軽井沢に定住していると地元紙のインタビューに答えている。

## 文献
- 『鈴木喜三郎』鈴木喜三郎先生伝記編纂会 編[8]。伝記は山岡萬之助による

## 栄典
位階
- 1907年（明治40年）12月10日 - 正五位[9]
- 1912年（大正元年）12月28日 - 従四位[10]
- 1921年（大正10年）10月20日 - 従三位[11]
- 1924年（大正13年）7月10日 - 正三位[12]
- 1940年（昭和15年）6月24日 - 従二位[13]

勲章等
| 受章年                    | 略綬 | 勲章名               | 備考 |
| ------------------------- | ---- | -------------------- | ---- |
| 1915年（大正4年）11月10日 |      | 大礼記念章           |      |
| 1916年（大正5年）1月19日  |      | 勲二等瑞宝章         |      |
| 1916年（大正5年）4月1日   |      | 旭日重光章           |      |
| 1919年（大正8年）9月29日  |      | 勲一等瑞宝章         |      |
| 1921年（大正10年）7月1日  |      | 第一回国勢調査記念章 |      |
| 1928年（昭和3年）1月20日  |      | 旭日大綬章           |      |
| 1930年（昭和5年）12月5日  |      | 帝都復興記念章       |      |
| 1940年（昭和15年）6月24日 |      | 旭日桐花大綬章       |      |

外国勲章佩用允許
| 受章年                    | 国籍       | 略綬 | 勲章名         | 備考 |
| ------------------------- | ---------- | ---- | -------------- | ---- |
| 1919年（大正8年）4月8日   | 支那共和国 |      | 二等大綬嘉禾章 |      |
| 1922年（大正11年）2月13日 | 支那共和国 |      | 一等大綬嘉禾章 |      |